# Earl of Feversham
Earl of Feversham war ein britischer Adelstitel, der je einmal in der Peerage of England, in der Peerage of Great Britain und in der Peerage of the United Kingdom verliehen wurde.

## Verleihungen
Erstmals wurde der Titel am 8. April 1676 in der Peerage of England für Sir George Sondes geschaffen. Zusammen mit dem Earlstitel wurden ihm die nachgeordneten Titel Viscount Sondes, of Lees Court in the County of Kent, und Baron Throwley, of Throwley in the County of Kent. Da dessen drei Söhne zu diesem Zeitpunkt bereits gestorben waren, erfolgte die Verleihung der drei Titel auf Lebenszeit und mit dem besonderen Zusatz, dass der Titel an dessen Schwiegersohn Louis de Duras, 1. Baron Duras, den Witwer seiner im Januar 1676 verstorbenen älteren Tochter Mary und dessen männliche Nachkommen vererbbar sei. Als der 1. Earl am 16. April 1677 fiel der Titel entsprechend an jenen Schwiegersohn. Dieser war ein Bruder des französischen Herzogs von Duras und bereits am 29. Januar 1673 war ihm der fortan nachgeordnete Titel Baron Duras, of Holdenby in the County of Northampton, verliehen worden. Da der 2. Earl nicht wieder heiratete und kinderlos blieb, erloschen alle vier Titel bei seinem Tod am 19. April 1709.
In zweiter Verleihung wurde der Titel am 19. März 1719 in der Peerage of Great Britain von König Georg I. für seine deutsche Mätresse Melusine von der Schulenburg geschaffen, zusammen mit den Titeln Duchess of Kendal und Baroness Glastonbury. Bereits am 18. Juli 1716 waren ihr in der Peerage of Ireland die Titel Duchess of Munster, Marchioness and Countess of Dungannon und Baroness Dundalk verliehen worden. Die Verleihungen waren mit keiner Erbregelung ausgestattet, sodass alle ihre genannten Titel mit ihrem Tod am 10. Mai 1743 erloschen.
In dritter Verleihung wurde am 25. Juli 1868 der Titel Earl of Feversham, of Rydale in the North Riding of the County of York, für den Politiker William Duncombe, 3. Baron Feversham, neu geschaffen, zusammen mit dem nachgeordneten Titel Viscount Helmsley, of Helmsley in the North Riding of the County of York. Bereits 1867 hatte dieser von seinem Vater den Titel 2. Baron Feversham, of Duncombe Park in the County of York, geerbt, der 1826 seinem Großvater verliehen worden war. Beim Tod seines Urenkels, des 3. Earls, am 4. September 1963 erloschen das Earldom und die Viscountcy, die Baronie hingegen fiel an dessen Cousin vierten Grades als 6. Baron.

## Liste der Earls of Feversham

### Earls of Feversham, erste Verleihung (1676)
- George Sondes, 1. Earl of Feversham (1600–1677)
- Louis de Duras, 2. Earl of Feversham (1641–1709)

### Countess of Feversham, zweite Verleihung (1719)
- Melusine von der Schulenburg, Duchess of Munster and Kendal, Countess of Feversham (1667–1743)

### Earls of Feversham, dritte Verleihung (1821)
- William Duncombe, 1. Earl of Feversham (1829–1915)
- Charles Duncombe, 2. Earl of Feversham (1879–1916)
- Charles Duncombe, 3. Earl of Feversham (1906–1963)